# Les Petites-Loges
Les Petites-Loges település Franciaországban, Marne megyében. Lakosainak száma 483 fő (2022. január 1.). Les Petites-Loges Val-de-Vesle, Billy-le-Grand, Sept-Saulx és Villers-Marmery községekkel határos.

## Népesség
A település népességének változása:
| Lakosok száma | 145  | 149  | 417  | 437  | 488  | 490  | 482  | 495  | 491  | 483  |
|               | 1968 | 1982 | 1990 | 2006 | 2013 | 2015 | 2017 | 2019 | 2020 | 2022 |